# Tastzin

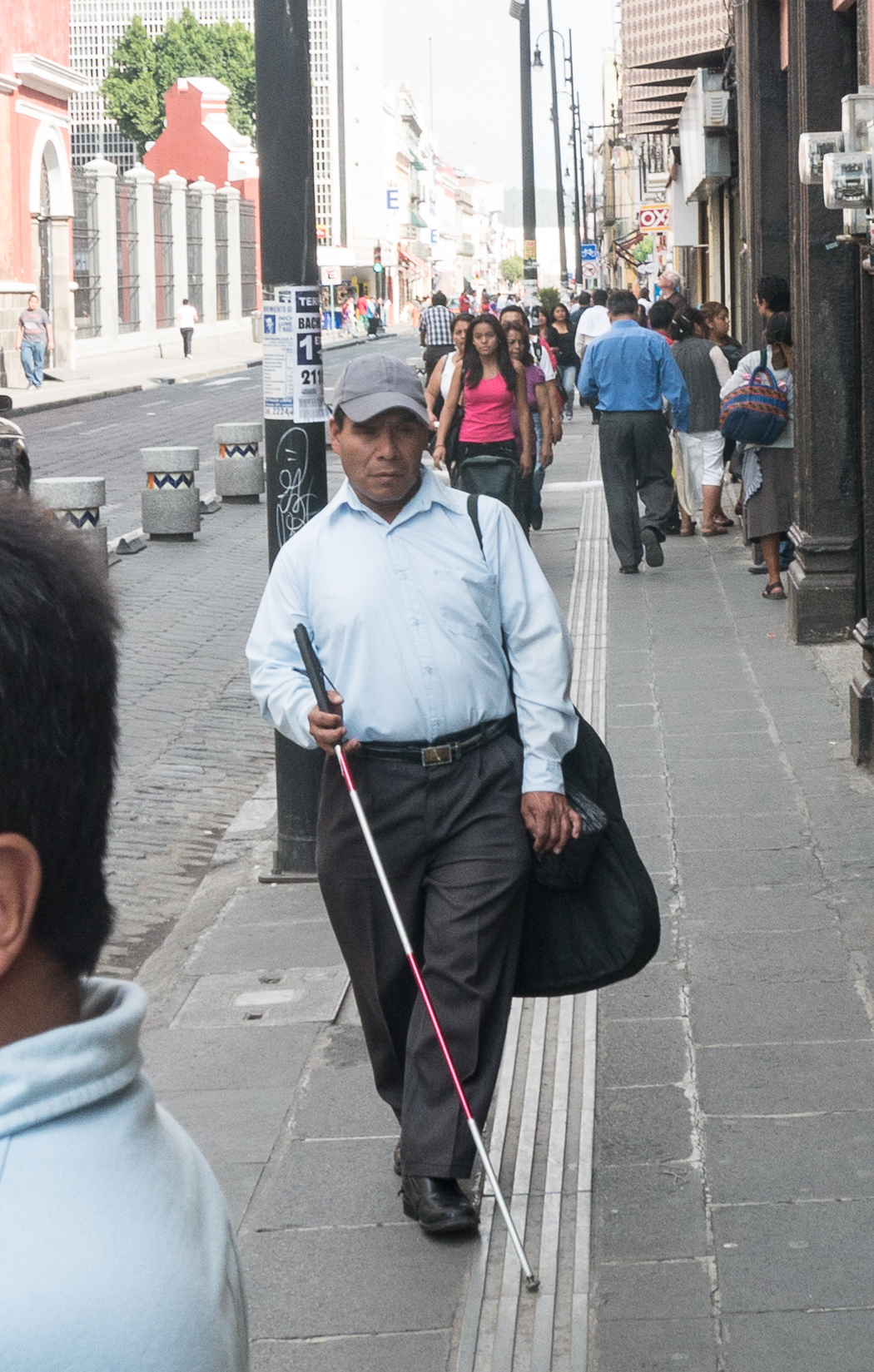
Bij het benutten van de tastzin kan ook gebruik worden gemaakt van hulpmiddelen

De tastzin, een enkele keer aanrakingszin genoemd, is het vermogen van een organisme om aanraking of druk waar te nemen. Waarnemen met dit zintuig heet voelen.

## Functie van de tastzin
De belangrijkste functie van de tastzin is het zich letterlijk verbonden voelen met de omvattende fysieke wereld. Samen met de andere zintuigen die het organisme de ruimtelijke positie van zijn lichaam laten waarnemen, vooral het gezichtsvermogen, de evenwichtszin en de proprioceptie, kan het organisme zich daardoor in de wereld oriënteren.
Een andere functie van de tastzin is bij intimiteit, bij het zich verbonden voelen en het genot van bijvoorbeeld hand in hand lopen, tegen elkaar aan zitten of liggen, een hand op iemands schouder leggen, strelen, knuffelen, vrijen en seks. maar ook het uiten van afkeer, zoals bij wegduwen. Deels kan een en ander ook van toepassing op een persoon in relatie tot een knuffelbeest of zichzelf.
De term voelen wordt overigens ook gebruikt voor het voelen van temperatuur en pijn (thermoceptie en nociceptie). Dit zijn weliswaar ook voornamelijk in de huid gelegen zintuigen, maar met heel andere functies dan de tastzin, en uitgerust met eigen gespecialiseerde receptoren. Daarnaast wordt de term ook gebruikt met betrekking tot gevoel, de innerlijke emotie.

## Werking van het tastzintuig
Verschillende gespecialiseerde lichaampjes en zenuwuiteinden gelegen in of vlak onder de huid, sturen signalen over de sensatie die ze waarnemen naar de hersenen. Vooral het sensorische projectiegebied is betrokken bij de verwerking van tastprikkels.
De tast- en drukreceptoren bevinden zich overal in de huid, alleen zijn deze niet gelijkmatig verdeeld over ons lichaam. De vingers, voeten, lippen en tong hebben bijvoorbeeld een heleboel sensoren. Op de rug zitten er relatief weinig. Er bestaan verder fasische tastzintuigen die vooral gevoelig zijn voor veranderingen in druk, en tonische tastzintuigen die signalen uitzenden zolang de prikkeling aanhoudt. De laatsten vindt men bijvoorbeeld rondom het hart waar zij de bloeddruk registreren.
Er bestaat verschil in gevoeligheid tussen de verschillende delen van het lichaam, zoals de hand. De vingertoppen zijn erg gevoelig, omdat er zich hier veel uiteinden van zenuwen bevinden. De handpalm is relatief minder gevoelig.

## Soorten tactiele prikkels
Er is een indeling in vier soorten tactiele prikkels te maken, die alle vier ook gespecialiseerde receptoren in de huid kennen.
Lichte aanraking
Lichte aanraking wordt op de onbehaarde huiddelen gevoeld door het tastlichaampje van Meissner. Dit betreft prikkels die onder meer verwerkt worden bij het uitoefenen van fijnmotorische taken door het organisme. De fijne tastzin kan getest worden door met een plukje watten zachtjes over de huid te strijken. De persoon dient de ogen te sluiten en de aanraking te bevestigen.
Aanhoudende aanraking
Aanhoudende aanraking komt als prikkel binnen via de zogenoemde schijf van Merkel. Tactiele zenuwuiteinden van dit type zijn langzaam adaptief, dat wil zeggen dat ze hun pulsen nog lang blijven afvuren naar de hersenen nadat de aanraking begon. Dit is ook nodig om zich bewust te blijven van de langdurige aanraking.
Vibraties
Vibraties en snelle variaties in druk worden verwerkt door het druklichaampje van Vater-Pacini. Hiermee kan een organisme bijvoorbeeld de trillingen van een aardbeving voelen. De mens bemerkt hiermee in de huid bijvoorbeeld de trillingen van de bas van een hard vibrerende muziekinstallatie. Deze lichaampjes bevinden zich in de handpalmen, voetzolen, geslachtsorganen en tepels, wat suggereert dat ze ook een belangrijke rol spelen bij de seksuele stimulatie en bij het zogen. Verder komen deze lichaampjes ook veel voor bij inwendige organen en in het bindweefsel rondom gewrichten en spieren, waar ze snelle veranderingen en vibraties registreren en betrokken zijn bij de proprioceptie.
Bestreken huid
Bestreken huid wordt geregistreerd door de peritrichale zenuwen. Dit zijn zenuwuiteinden die om de haarfollikels gedraaid zitten. Het gevoel dat deze peritrichale zenuwen veroorzaken is duidelijk op te wekken door tegen de natuurlijke stand van de hoofdharen in te strijken.

## Afbeeldingen

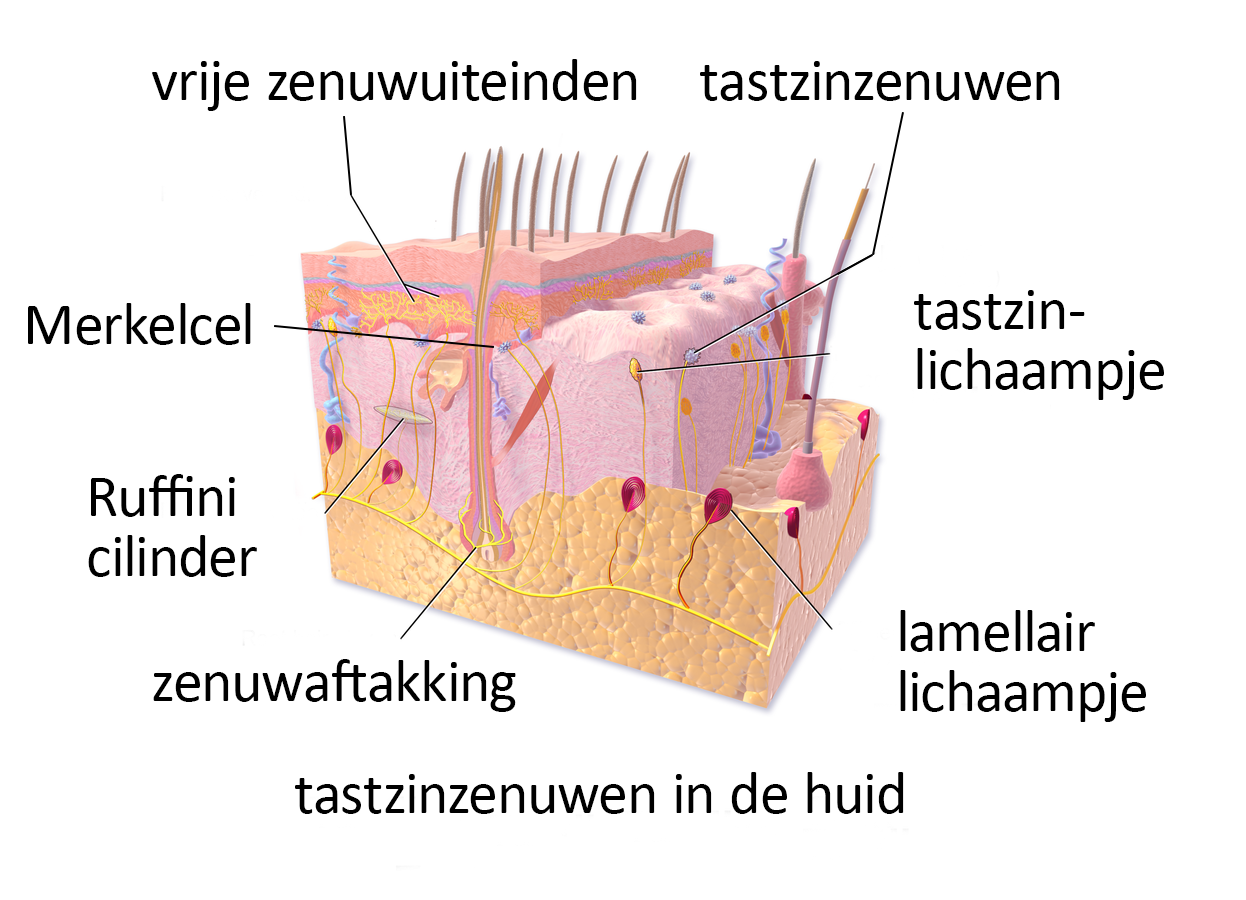
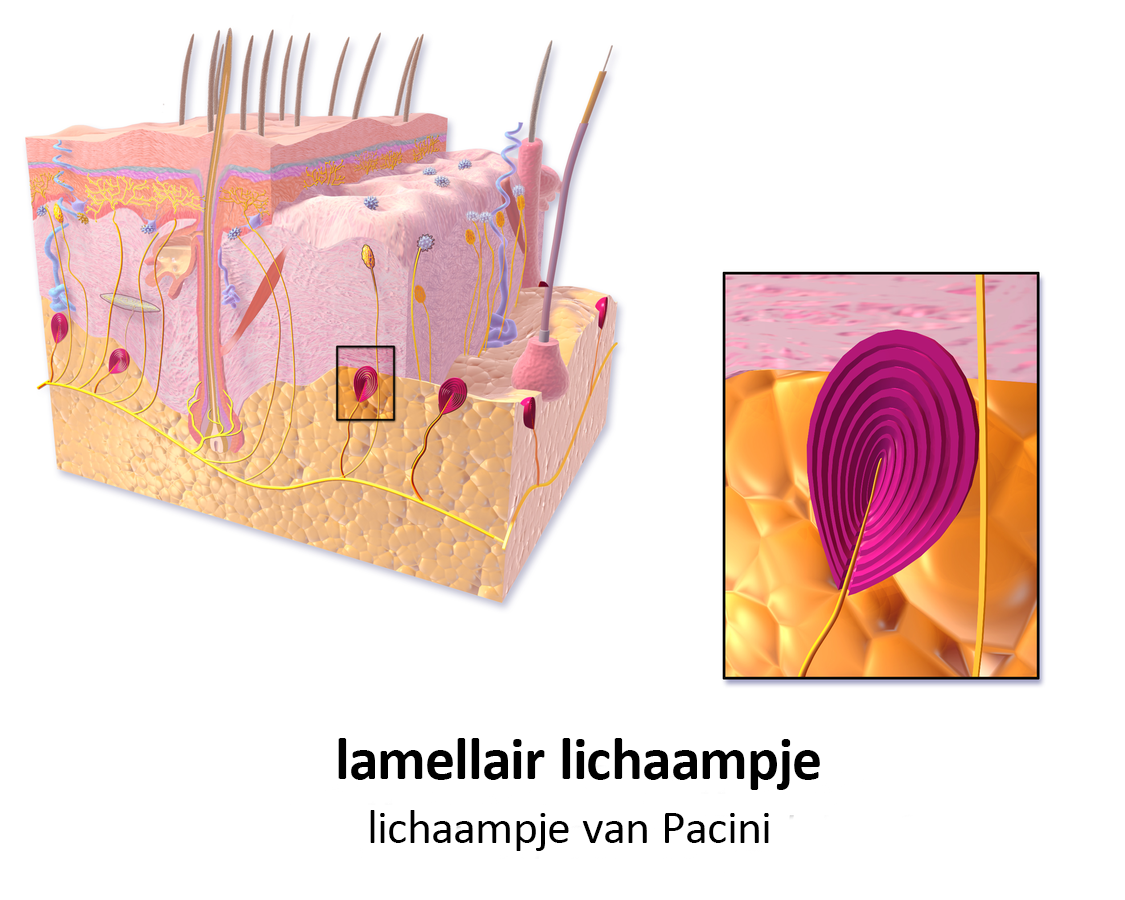
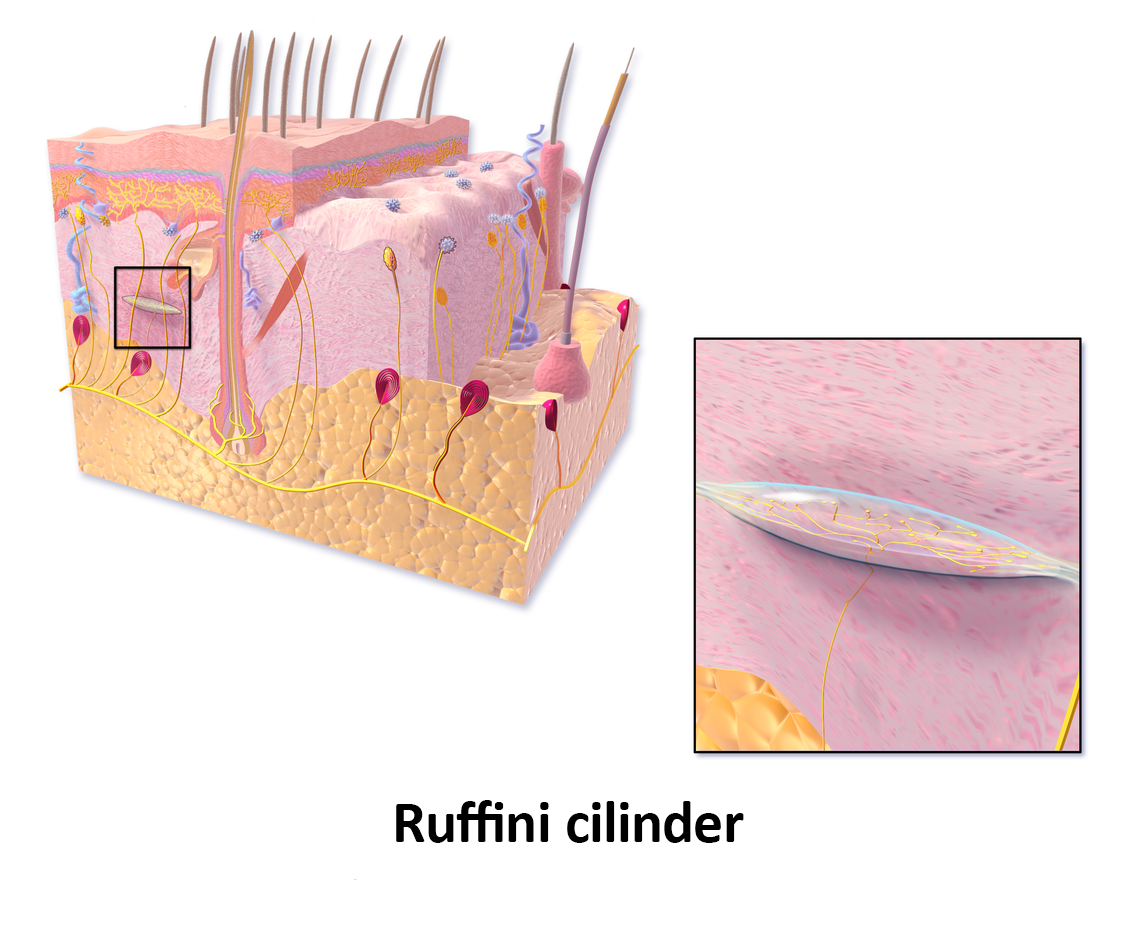
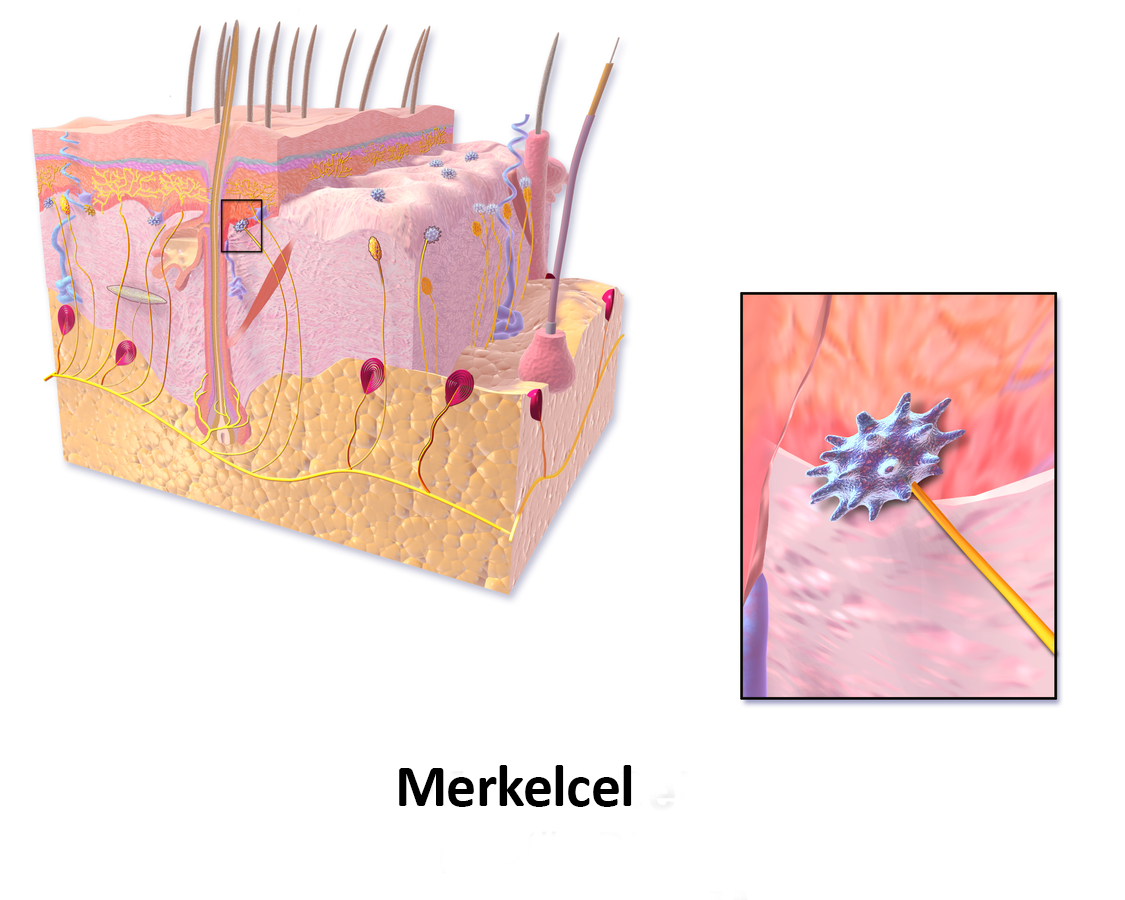
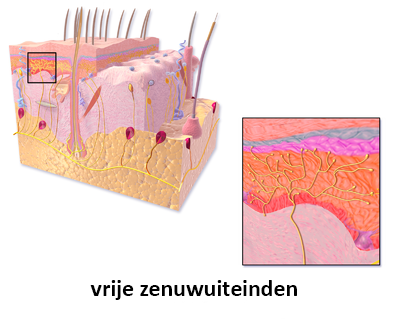
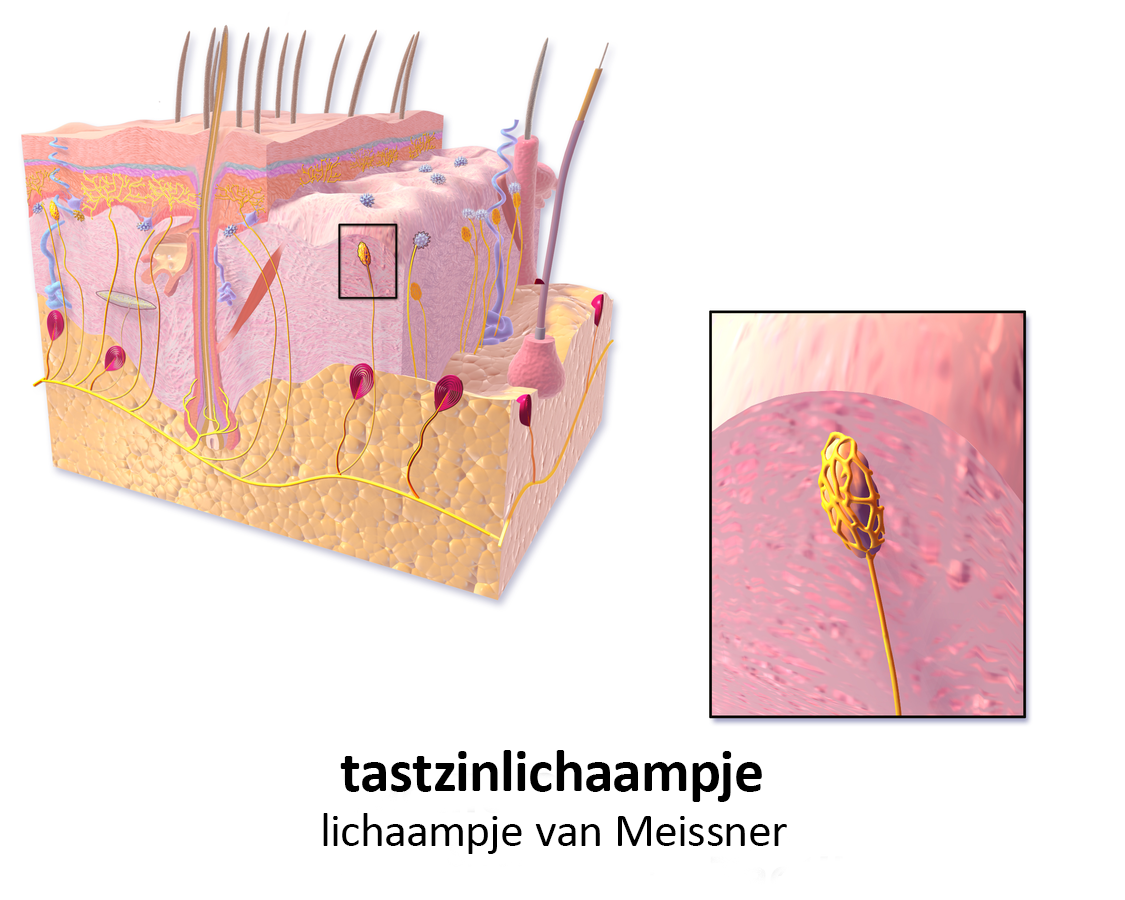